# Mittlere Datentechnik

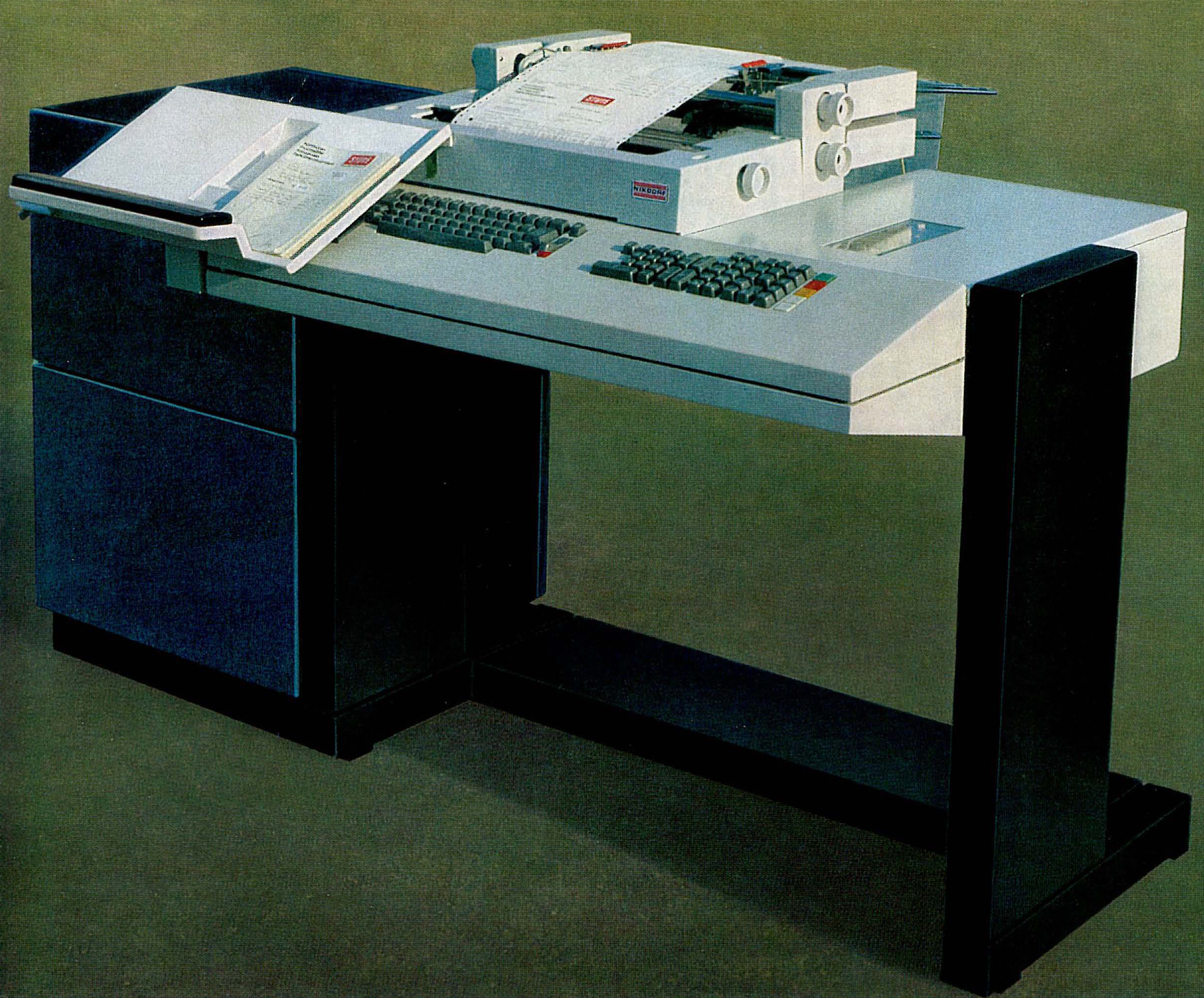
Nixdorf 820: Erfolgsmodell der Nixdorf Computer AG im Bereich der Mittleren Datentechnik.

Als Mittlere Datentechnik (engl. midrange computing) bezeichnete man in den 1960er bis 1990er Jahren im engeren Sinne Computersysteme (kurz MDT-Computer), im weiteren Sinne eine Komplettlösung des Arbeitsprozesses der Datenverarbeitung im Büro, bestehend aus Minirechner, Software und Support.

## Ursprung
Laut IBM geht die Bezeichnung „Mittlere Datentechnik“ auf die Einführung des Satellitenrechners IBM 1401 am 5. Oktober 1959 zurück. Dieser war in Transistortechnik mit Kernspeicher aufgebaut. Als Datenmedium wurden Lochkarten und wahlweise Magnetbänder verwendet. Es war für die damalige Zeit ein vergleichsweise komplettes System, das auch autonom arbeitete und so den ökonomisch günstigen Einstieg in die Datenverarbeitung ermöglichte. Etwa zeitgleich (1959) wurde die Programmiersprache RPG verfügbar, die half, die per Tabelliermaschinen oder Lochkartenmischern erarbeiteten Ergebnisse auf die neue Technologie zu übertragen.

## Entwicklung
Ungefähr ab Mitte der 1960er Jahre wurden MDT-Computer von Nixdorf Computer, Triumph-Adler, Hohner, CTM Computertechnik Müller GmbH Konstanz (Otto Müller und Ilse Müller), Dietz Computersysteme, Kienzle Apparate, Taylorix, Ruf Datensysteme (Didic, Frech und Frieder Jung), SIEMAG Datentechnik, Olivetti und anderen internationalen Unternehmen entwickelt. Diese Entwicklungen liegen zeitlich lange vor CP/M und anderen Mini- und Mikrorechnern. Viele MDT-Computer konnten sich auf Dauer am Markt nicht durchsetzen und werden heute als Exoten betrachtet, wie Wagner Computer, Unicomp Computer Systeme und Saturn.
Zum Industrie-Arbeitskreis Mittlere Datentechnik (AMD) gehörten die Unternehmen Kienzle, Nixdorf, Triumph-Adler, Hohner, Anker und Philips.
MDT-Computer waren zunächst Einzelplatzsysteme mit herstellereigenem Betriebssystem und meist herstellereigenem Prozessor, ausgerichtet auf kommerzielle Anwendungen wie Finanzbuchhaltung, Fakturierung und Lagerbuchhaltung. Anfangs wurden Magnetkonten als Externspeicher verwendet (daher auch die Bezeichnung Magnetkonten-Computer, abgekürzt MKC), später Magnetkassettenspeicher, Diskettenspeicher und zuletzt Plattenspeicher (siehe Festplatte). Maschinen mit Plattenlaufwerk und Datensichtschirmen (Terminals, Bildschirmarbeitsplatz) wurden als Dialogcomputer bezeichnet. Das erste Mehrplatzsystem war RUF90 von Ruf Datensysteme Karlsruhe, entwickelt von Didic, Frech und Frieder Jung. Danach kam Nixdorf mit einem in den USA gekauften und auf Deutschland angepassten Clone auf den Markt, dem Data General Minicomputer. Keines der Systeme konnte sich als Standard durchsetzen. Mit Aufkommen der integrierten Mikroprozessoren, BASIC als Programmiersprache und CP/M als Betriebssystem verloren die deutschen Entwicklungen der Mittleren Datentechnik immer mehr an Bedeutung und durch den PC endgültig ihren Markt. Einen Eindruck von der Vielfalt der Mittleren Datentechnik vermittelt folgende Liste von Anbietern (Prime-Produkt bzw. Modellnummer in Klammer) aus dem Jahr 1973 :
- ABS (MULTIBUS)
- ANKER (ADS 2100)
- ASCOTA (700/750)
- BURROUGHS (B 1700, E 4000, E 8000, L 2000, L 4000, L 5000)
- COMPUDATA (Serie 550)
- CTM (70/500, 70/600)
- DEFINITIV (6590, Multi Electron 352)
- ELDATA (ISE 3000)
- FACIT (6501)
- FRIDEN (5800)
- HOHNER (5000, 6000, 8000, 9000)
- HONEYWELL-BULL (55)
- IBM (System/32)
- IBM (System/36)
- Kienzle (800, 5000/5600, 6000/6100)
- LITTON (ABS Serie 1200)
- LOG ABAX (3200, 4200)
- MAEL (4825)
- MAI (500)
- MELCOLM (83/84)
- MITSUBISHI (MELCOM 84)
- NCR (400, 446, 500)
- NIXDORF (Serie 820, Serie 880/xx)
- Olivetti (AUDITRONIC 770)
- PHILIPS (P 352, P 353, P 358/359)
- RUF (Serie 70/x, Serie 80/xx, Serie 81)
- SCHREM (OMNICOMP 2000)
- SINGER (5835)
- Taylorix (8000/8900, SYSTEM 9)
- Triumph-Adler (Mod. 100/1+2, Mod. 30) besonders TA 1000
- WAGNER (WAC 400)

An der Universität Karlsruhe wurde 1970 auf Initiative von Lutz J. Heinrich unter finanzieller Mitwirkung der MDT-Hersteller Akkord Electronic, RUF Datensysteme, Hohner, Kienzle und Philips der Stiftungslehrstuhl „Organisationstheorie und Datenverarbeitung (Mittlere Datentechnik)“ eingerichtet. Der Inhaber des Lehrstuhls war Lutz J. Heinrich selbst, bis zu seiner Berufung an die Johannes Kepler Universität Linz noch im gleichen Jahr. Nicht zuletzt deshalb führte die Einrichtung dieses Lehrstuhls zu keiner nachhaltigen Zusammenarbeit zwischen Wissenschaft und akademischer Lehre mit den Unternehmen, die Systeme der Mittleren Datentechnik entwickelten und vertrieben.